# Athetis cervina
Athetis cervina là một loài bướm đêm trong họ Noctuidae.